# Maria Theresia von Bourbon-Sizilien (1772–1807)

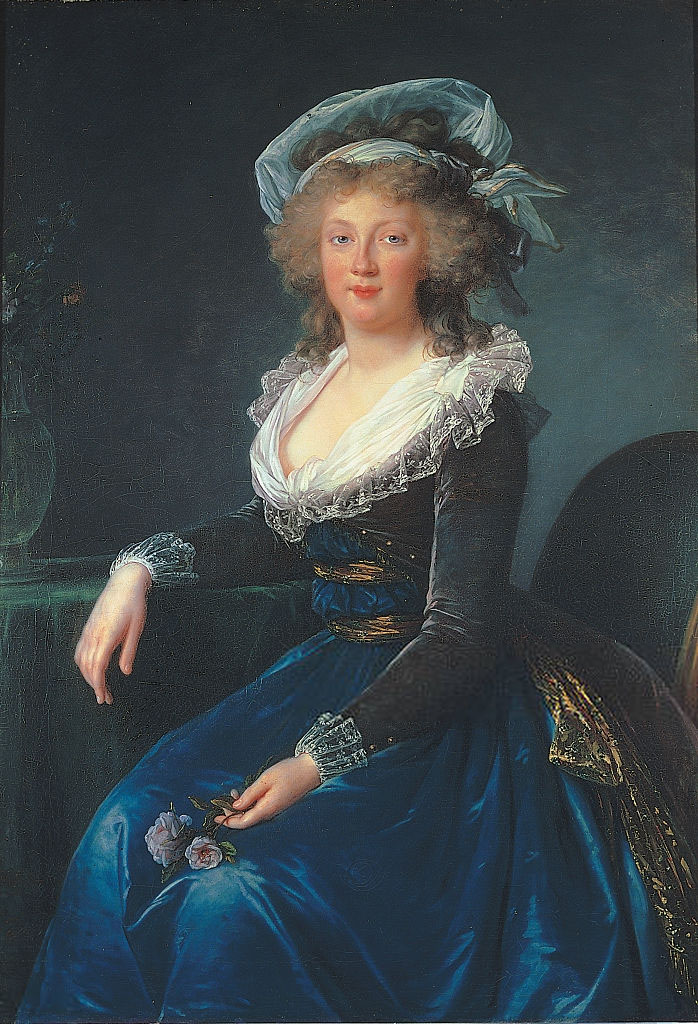
Maria Theresia von Bourbon-Sizilien

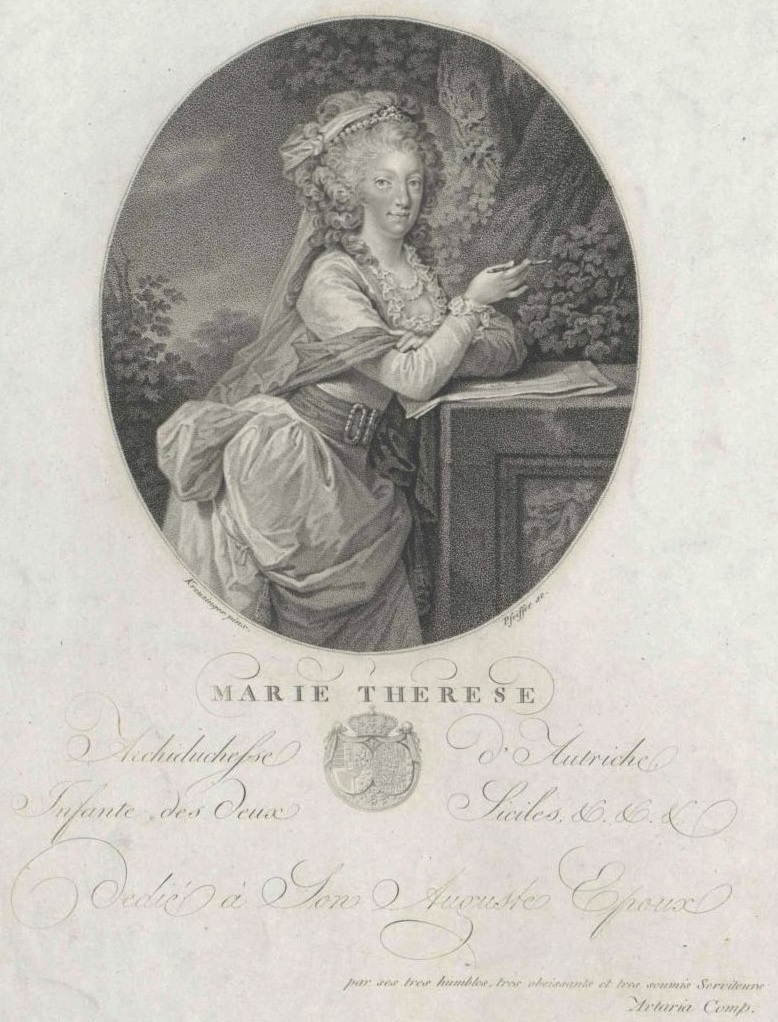
Maria Theresa von Bourbon-Sizilien

Prinzessin Maria Theresia Karolina Giuseppina von Sizilien (* 6. Juni 1772 in Neapel; † 13. April 1807 in Wien) war durch Heirat die letzte Kaiserin des Heiligen Römischen Reiches und erste Kaiserin von Österreich.

## Leben

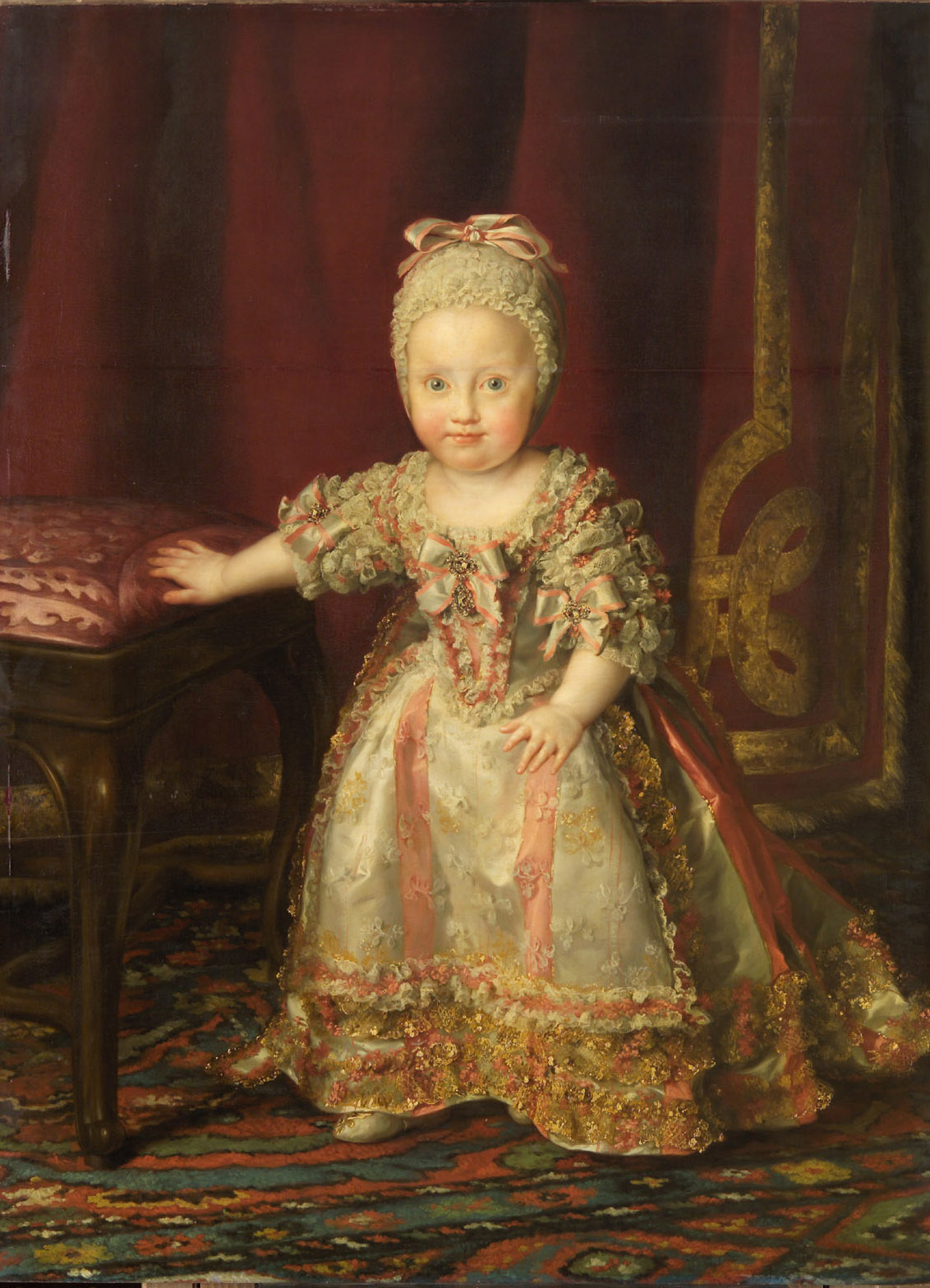
Ritratto di Maria Teresa di Borbone-Napoli da bambina, di Anton Raphael Mengs, 1773

Maria Theresia war die älteste Tochter von König Ferdinand IV. von Neapel und Sizilien aus dem Hause Bourbon-Sizilien (1751–1825) und seiner Ehefrau Erzherzogin Maria Karolina von Österreich (1752–1814), Tochter des Kaisers Franz I. Stephan und der Erzherzogin Maria Theresia. Die Prinzessin wuchs am Hof ihrer Eltern auf und wurde 1790 als Ehefrau des zukünftigen römisch-deutschen Kaisers Franz II. (1768–1835) vorgesehen.

## Verwandtschaft und Heirat
Nachdem die erste Ehefrau von Franz und Schwägerin des russischen Thronfolgers Großfürst Paul, Prinzessin Elisabeth von Württemberg, am 18. Februar 1790 bei der Geburt ihres ersten Kindes gestorben war, heiratete er bereits nach sieben Monaten erneut. Am 19. September 1790 fand die zweite Heirat mit Maria Theresia in Wien statt.
Das junge Paar fand sogleich Gefallen aneinander, obwohl sie vom Naturell her sehr gegensätzlich waren. Der junge Erzherzog hatte bereits in der Jugend einen Hang zur Schwermut, war gefühlsarm, schüchtern, ernst und in sich gekehrt, außerdem von spartanischer Einfachheit. Er war streng gegen sich selbst und pflichtbewusst. Seine Gestalt war hager, die Gesichtszüge blass und ausdruckslos. Maria Theresia hingegen war eine anmutige blonde Frau mit hellblauen Augen, vollen Lippen und einer etwas zu großen Nase. Sie war eine fröhliche Person von südländischem Temperament, strahlte Sinnlichkeit aus. Die beiden verstanden einander hingegen blendend und ihre siebzehn Jahre dauernde Ehe war glücklich. Allerdings sprach Maria Theresia nur schlecht Deutsch; wesentlich besser beherrschte sie die italienische und französische Sprache, deren sie sich auch hauptsächlich bediente.
Das Brautpaar war ein Produkt einer jener sorgsam ausgeklügelten Ehen der alten Kaiserin Maria Theresia: Die Heiratspolitik der Habsburger siegte in diesem Fall gleich mehrmals über die Ehehygiene, als Kaiser Leopold II. seinen ältesten Sohn Franz 1790 mit der Tochter seiner Schwester Maria Karolina verheiratete, die seine Mutter Maria Theresia seinerzeit mit dem König von Neapel, Ferdinand von Bourbon, verheiratet hatte. Kaiser Franz II./I. hatte durch seine Mutter Maria Ludovica, gebürtige Prinzessin von Spanien als Schwester von Ferdinand von Bourbon, dieselben Großeltern König Karl III. und Maria Amalia von Sachsen.
Gemeinsam hatten Maria Theresia und Franz II. aber auch die habsburgische Großmutter Maria Theresia von Habsburg-Lothringen und den Großvater Franz I.
Franz II. heiratete also seine beidseitige Cousine ersten Grades. Da Prinzessin Maria Theresia die von den Herrscherdynastien so begehrte Gebärfreudigkeit mitbrachte, wirkte sich die enge Blutsverwandtschaft verhängnisvoll aus: Die unglücklichen Kinder des ersten österreichischen Kaiserpaares, vor allem Ferdinand I., hatten die Folgen zu tragen. Maria Theresias jüngere Schwester Maria Amalia Teresa di Borbone war von 1830 an Königin der Franzosen. Durch sie wurde Maria Theresia posthum zur Großtante der ab 1857 mit dem österreichischen Erzherzog und späteren Kaiser Maximilian I. von Mexiko verheirateten Charlotte, Prinzessin von Belgien und Kaiserin von Mexiko (1840–1927). Maria Theresias Enkelsohn Peter II. von Brasilien, ein Sohn von König Peter IV. von Portugal und der Erzherzogin Maria Leopoldine von Österreich heiratete 1843 Teresa Maria Cristina von Bourbon-Sizilien. Teresa Maria Christina ihrerseits war die Cousine von Peters frühverstorbener Mutter Maria Leopoldine von Österreich, einer Tochter von Maria Theresia.
In Wien lebte sich Maria Theresia gut ein. Ähnlich wie ihre Mutter Maria Karolina, die ja auch eine bewegte Jugend in Wien am Hof ihrer Eltern durchlebt hatte, liebte sie Feste und Unterhaltung. Trotz der vielen Schwangerschaften nahm sie an fast allen Faschingsbällen während ihrer Wiener Zeit teil. Sie war sehr musikalisch und wirkte manchmal bei Hofkonzerten selbst als Sängerin mit. Ganz besonders liebte sie den damals in Mode gekommenen Walzer.
An der Seite ihres Gemahls wurde Maria Theresia am 10. Juni 1792 zur Königin von Ungarn und am 12. August 1792 zur Königin von Böhmen gekrönt. Sie war sehr fromm und wurde auch aufgrund ihres karitativen Wirkens geschätzt.  Mit Regierungsangelegenheiten befasste sie sich kaum, wobei sie aber den politischen Ereignissen ihrer Zeit durchaus Interesse entgegenbrachte und ihr Gatte politische Probleme auch mit ihr besprach. So soll sie sich für die Entlassung des Kabinettsrats Johann Baptist von Schloißnigg und des Leiters der kaiserlichen Kanzlei Colloredo eingesetzt haben. Die erbitterte Gegnerin Napoleons unterstützte zudem die Kriegspartei am Hofe, die zum Kampf gegen Frankreich aufrief.

## Tod

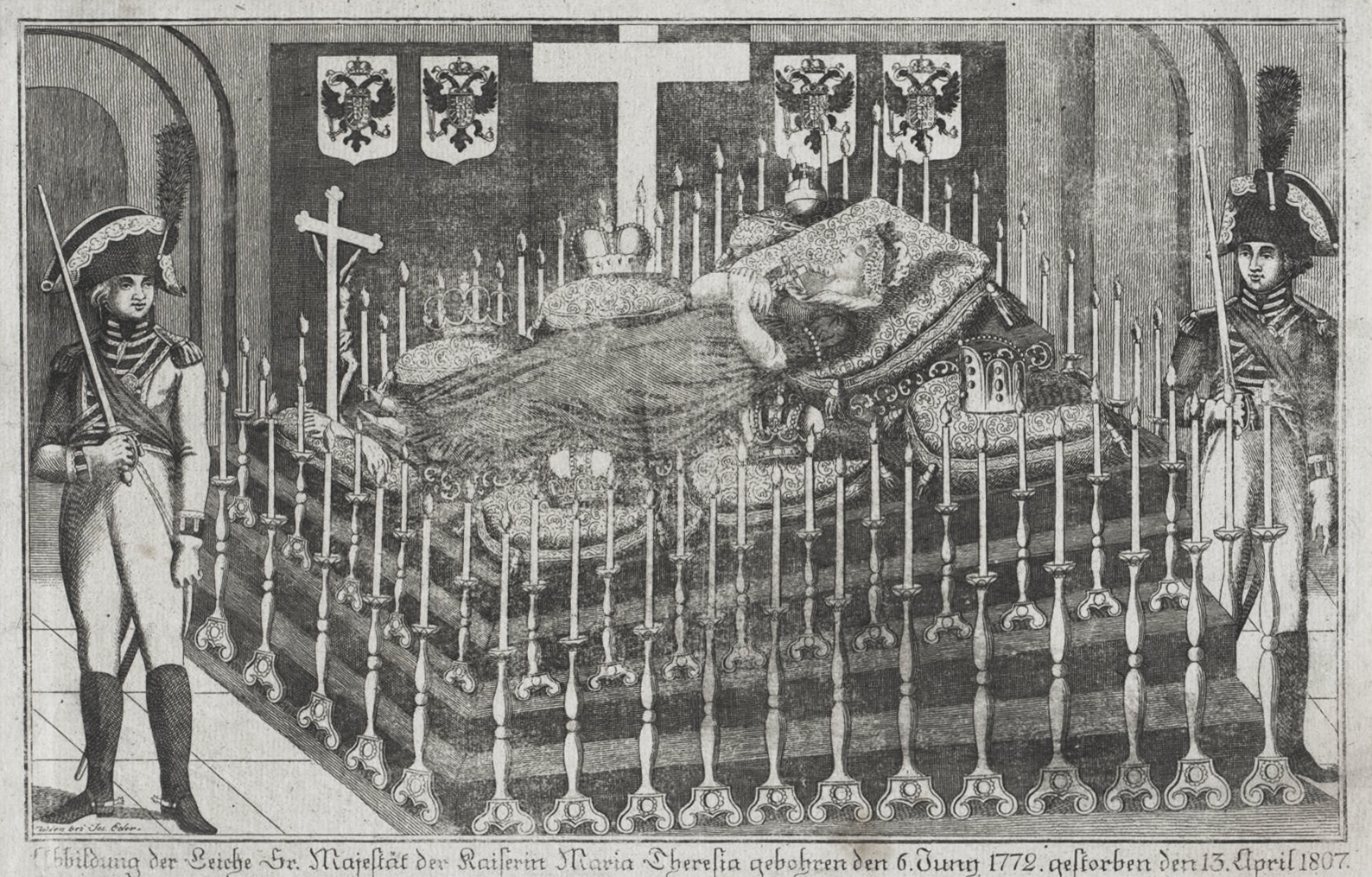
Aufbahrung von Maria Theresa

Im Winter 1806 erkrankte Maria Theresia von Bourbon-Sizilien  an einer tuberkulösen Rippenfellentzündung, die der kaiserliche Leibarzt, Andreas Joseph von Stifft, mit Aderlässen behandelte. Allerdings löste er damit keine Besserung des Gesundheitszustandes aus, sondern eine Frühgeburt. Als Kaiserin Maria Theresia nach der Frühgeburt (die Tochter starb ein paar Tage nach der Mutter) am 13. April 1807 im Alter von 34 Jahren starb, war der Kaiser untröstlich und musste mit Gewalt von der Leiche seiner Gemahlin entfernt werden. Sie wurde in der Kaisergruft unter der Kapuzinerkirche zu Wien bestattet. Der erschütterte Kaiser blieb dem Begräbnis fern und reiste stattdessen mit seinen beiden ältesten Kindern nach Ofen. Ihre Herzurne befindet sich in der Herzgruft der Habsburger, ihre Eingeweideurne in der Herzogsgruft. Maria Theresia von Bourbon-Sizilien gehört damit zu jenen 41 Personen, die eine „Getrennte Bestattung“ mit Aufteilung des Körpers auf alle drei traditionellen Wiener Begräbnisstätten der Habsburger (Kaisergruft, Herzgruft, Herzogsgruft) erhielten.

## Nachkommen
An der Nachkommenschaft rächte sich diese dynastische Heiratspolitik. In den siebzehn Jahren ihrer Ehe brachte die Neapolitanerin zwölf Kinder zur Welt. Von den Söhnen überlebten nur zwei: Ferdinand und der um neun Jahre jüngere Franz Karl. Eine der fünf überlebenden Töchter war die noch weniger glückliche Maria Ludovika, Marie Louise genannt, Kaiserin der Franzosen.
- Maria Louise (1791–1847), Kaiserin der Franzosen, Herzogin von Parma,

1. ⚭ 1810 Kaiser Napoleon I., Sohn Carlo Bonapartes und dessen Gattin Letizia Ramolino
2. ⚭ 1821 Graf Adam Adalbert von Neipperg, Sohn des Grafen Leopold Johann von Neipperg und dessen Gattin Gräfin Wilhelmine von Hetzfeld-Wilfenburg
3. ⚭ 1834 Graf Karl von Bombelles, Sohn des Marc Marie Marquis de Bombelles und dessen Gattin Prinzessin Angélique de Mackau

- Ferdinand I. (1793–1875) ⚭ 1831 Prinzessin Maria Anna, Tochter des Königs Viktor Emanuel I. von Sardinien-Piemont und dessen Gattin Erzherzogin Maria Theresia von Österreich-Modena d’Este
- Karoline Leopoldine (8. Juni 1794 – 16. März 1795), Erzherzogin
- Karoline Louise (9. Dezember 1795 – 30. Juni 1799), Erzherzogin
- Maria Leopoldine (1797–1826), Kaiserin von Brasilien, ⚭ 1817 Kaiser Peter I. von Brasilien, Sohn des Königs Johann VI. von Portugal und dessen Gattin Infantin Charlotte Johanna von Spanien
- Maria Clementine (1798–1881) ⚭ 1818 Prinz Leopold von Bourbon-Sizilien, Herzog von Salerno, Sohn König Ferdinands I. beider Sizilien a.d.H. Bourbon und dessen Gattin Erzherzogin Maria Karoline von Österreich
- Joseph Franz (9. April 1799 – 30. Juni 1807), Erzherzog
- Maria Caroline Ferdinanda (1801–1832) ⚭ 1819 König Friedrich August II. von Sachsen, Sohn Herzog Maximilians von Sachsen und dessen Gattin Prinzessin Karoline von Parma
- Franz Karl (1802–1878), Erzherzog ⚭ 1824 Prinzessin Sophie Friederike von Bayern (1805–1872), Tochter König Maximilian I. Joseph von Bayern
- Marie Anna (8. Juni 1804 – 28. Dezember 1858), Erzherzogin
- Johann Nepomuk (30. August 1805 – 19. Februar 1809), Erzherzog
- Amalia Theresia (6. April 1807 – 9. April 1807), Erzherzogin

## Vorfahren
|  |                                                                                       |  |  |  |  |  |  |  |  |  |  |  |  |
|  | Philipp V. König von Spanien (1683–1746)                                              |  |  |  |  |  |  |  |  |  |  |  |  |
|  |                                                                                       |  |  |  |  |  |  |  |  |  |  |  |  |
|  |                                                                                       |  |  |  |  |  |  |  |  |  |  |  |  |
|  | Karl III. König von Spanien (1716–1788)                                               |  |  |  |  |  |  |  |  |  |  |  |  |
|  |                                                                                       |  |  |  |  |  |  |  |  |  |  |  |  |
|  |                                                                                       |  |  |  |  |  |  |  |  |  |  |  |  |
|  | Elisabetta Farnese (1692–1766)                                                        |  |  |  |  |  |  |  |  |  |  |  |  |
|  |                                                                                       |  |  |  |  |  |  |  |  |  |  |  |  |
|  |                                                                                       |  |  |  |  |  |  |  |  |  |  |  |  |
|  | Ferdinand I. von Neapel-Sizilien (1751–1825)                                          |  |  |  |  |  |  |  |  |  |  |  |  |
|  |                                                                                       |  |  |  |  |  |  |  |  |  |  |  |  |
|  |                                                                                       |  |  |  |  |  |  |  |  |  |  |  |  |
|  | Friedrich August II. Kurfürst von Sachsen, als August III König von Polen (1696–1763) |  |  |  |  |  |  |  |  |  |  |  |  |
|  |                                                                                       |  |  |  |  |  |  |  |  |  |  |  |  |
|  |                                                                                       |  |  |  |  |  |  |  |  |  |  |  |  |
|  | Maria Amalia von Sachsen (1724–1760)                                                  |  |  |  |  |  |  |  |  |  |  |  |  |
|  |                                                                                       |  |  |  |  |  |  |  |  |  |  |  |  |
|  |                                                                                       |  |  |  |  |  |  |  |  |  |  |  |  |
|  | Maria Josepha Erzherzogin von Österreich (1699–1757)                                  |  |  |  |  |  |  |  |  |  |  |  |  |
|  |                                                                                       |  |  |  |  |  |  |  |  |  |  |  |  |
|  |                                                                                       |  |  |  |  |  |  |  |  |  |  |  |  |
|  | Maria Theresia von Neapel-Sizilien                                                    |  |  |  |  |  |  |  |  |  |  |  |  |
|  |                                                                                       |  |  |  |  |  |  |  |  |  |  |  |  |
|  |                                                                                       |  |  |  |  |  |  |  |  |  |  |  |  |
|  | Leopold von Lothringen (1679–1729)                                                    |  |  |  |  |  |  |  |  |  |  |  |  |
|  |                                                                                       |  |  |  |  |  |  |  |  |  |  |  |  |
|  |                                                                                       |  |  |  |  |  |  |  |  |  |  |  |  |
|  | Kaiser Franz I. Stephan (1708–1765)                                                   |  |  |  |  |  |  |  |  |  |  |  |  |
|  |                                                                                       |  |  |  |  |  |  |  |  |  |  |  |  |
|  |                                                                                       |  |  |  |  |  |  |  |  |  |  |  |  |
|  | Élisabeth Charlotte de Bourbon-Orléans (1676–1744)                                    |  |  |  |  |  |  |  |  |  |  |  |  |
|  |                                                                                       |  |  |  |  |  |  |  |  |  |  |  |  |
|  |                                                                                       |  |  |  |  |  |  |  |  |  |  |  |  |
|  | Maria Karolina von Österreich Erzherzogin (1752–1814)                                 |  |  |  |  |  |  |  |  |  |  |  |  |
|  |                                                                                       |  |  |  |  |  |  |  |  |  |  |  |  |
|  |                                                                                       |  |  |  |  |  |  |  |  |  |  |  |  |
|  | Kaiser Karl VI. (1685–1740)                                                           |  |  |  |  |  |  |  |  |  |  |  |  |
|  |                                                                                       |  |  |  |  |  |  |  |  |  |  |  |  |
|  |                                                                                       |  |  |  |  |  |  |  |  |  |  |  |  |
|  | Kaiserin Maria Theresia (1717–1780)                                                   |  |  |  |  |  |  |  |  |  |  |  |  |
|  |                                                                                       |  |  |  |  |  |  |  |  |  |  |  |  |
|  |                                                                                       |  |  |  |  |  |  |  |  |  |  |  |  |
|  | Elisabeth Christine von Braunschweig-Wolfenbüttel (1691–1750)                         |  |  |  |  |  |  |  |  |  |  |  |  |
|  |                                                                                       |  |  |  |  |  |  |  |  |  |  |  |  |
|  |                                                                                       |  |  |  |  |  |  |  |  |  |  |  |  |

## Trivia
Joseph Haydn soll seine 1799 komponierte Theresienmesse Marie Therese gewidmet haben. Sie sang sogar selber einige Sopransoli seiner Werke.